# Loeseneriella apocynoides
Loeseneriella apocynoides är en benvedsväxtart som först beskrevs av Friedrich Welwitsch och Daniel Oliver, och fick sitt nu gällande namn av N. Hallé och Raynal. Loeseneriella apocynoides ingår i släktet Loeseneriella och familjen Celastraceae. Utöver nominatformen finns också underarten L. a. guineensis.